# Melvit S.A.
Melvit S.A. – polska spółka akcyjna działająca w branży przetwórstwa zbożowego. Melvit jest producentem produktów zbożowych, takich jak kasze, ryże, mąki i płatki. Firma posiada jeden z najnowocześniejszych zakładów produkcyjnych w Europie, w którym przetwarzane są zboża, m.in. żyto, owies, orkisz, gryka, proso, jęczmień, pszenica. Obecnie ma swoją siedzibę w miejscowości Kruki k. Ostrołęki w województwie mazowieckim.

## Historia firmy
Spółka Melvit powstała w 1998 r. i początkowo zajmowała się konfekcjonowaniem oraz dystrybucją wyrobów sypkich. W 2011 r. przejęła Polskie Zakłady Zbożowe w Szczytnie i zajęła się produkcją kasz i płatków pod marką własną.
W 2010 r. fundusz Resource Partners zainwestował w Melvit 30 mln zł, wykupując mniejszościowe udziały w firmie. Umożliwiło to dalszy rozwój przedsiębiorstwa i modernizację mocy produkcyjnych. Efektem tego było rozpoczęcie w 2011 r. budowy jednego z największych i najnowocześniejszych zakładów produkcyjnych sektora zbożowego w Europie.
W 2013 r. ruszyła produkcja w nowym obiekcie, a od 2014 r. został uruchomiony w nim dodatkowy dział przetwórstwa prosa, gryki i roślin strączkowych. Obecnie zakład dysponuje powierzchnią 17 000 m², na której przetwarzanych jest 40 000 ton zboża rocznie.
W 2017 r. fundusz kapitałowy inwestorów spod Ostrołęki Polfood Group wykupił udziały od Resource Partners, obejmując akcjonariat nad spółką Melvit.
Firma dynamicznie się rozwija, inwestując w nowoczesne technologie produkcyjne. Od 2019 r. marka poszerzyła swoją ofertę o produkty BIO, wspierając idee zrównoważonego rozwoju w sektorze zbożowym i rolniczym. Melvit jest obecnie jednym z największych producentów wyrobów zbożowych w Polsce. Spółka planuje także zwiększenie eksportu produktów na rynki zagraniczne, w tym Chin i Hongkongu.

## Produkty Melvit
Spółka posiada własne gospodarstwo rolne o powierzchni 2500 ha, na którym uprawiane są zboża, takie jak owies, jęczmień proso czy gryka. Linia produkcyjna została także doposażona o piekarnię i łuskarnię, co umożliwiło poszerzenie oferty o kolejne kategorie produktów. Są one dostępne pod markami Melvit, Szczytno Premium i La Chef.
Spółka jako pierwsza wprowadziła na rynek zdrowe i szybkie przekąski Trendy Lunch, zawierające kompozycję zbóż, roślin strączkowych oraz suszonych warzyw. Mieszanki bazują na komosie ryżowej, kaszy bulgur, orkiszu i pęczaku.
W ofercie dostępne są też płatki śniadaniowe orkiszowe, ryżowe i jaglane z dodatkiem owoców i warzyw – Fitness Secret. Portfolio marki zawiera również zdrowe przekąski i produkty superfoods z wysoką zawartością składników odżywczych. Marka oferuje ponadto pieczywo chrupkie i wafle ryżowe Crispy, Fit Grain i Fit Rolls.

## Akcje i ambasadorzy
Spółka Melvit regularnie organizuje akcje, które mają na celu promowanie zdrowego stylu życia. Dotychczasowymi ambasadorami marki byli Fit Lovers, Maia Sobczak, Kasia Fenix i Ula Somow. W 2019 r. Melvit S.A był strategicznym partnerem największego w Polsce biegu ekstremalnego, RUNMAGEDDON.